# Le Ménil-Vicomte
Le Ménil-Vicomte är en kommun i departementet Orne i regionen Normandie i nordvästra Frankrike. Kommunen ligger i kantonen Le Merlerault som tillhör arrondissementet Argentan. År 2022 hade Le Ménil-Vicomte 26 invånare.

## Befolkningsutveckling
Antalet invånare i kommunen Le Ménil-Vicomte
| Referens: INSEE |